# Егира
Егира (грч. Αίγειρος) је у грчкој митологији била нимфа.

## Митологија
Била је Хамадријада тополе, врсте Populus nigra, кћерка Оксила и Хамадријаде.